# Huahin
Huahin (thaiul írva:  หัวหิน, angol átírással:Hua Hin) város Thaiföldön, a Thai-öböl északnyugati partján,  Bangkoktól közúton mintegy 200 km-re délnyugatra. Elsősorban tengerparti üdülőhelyként ismert, gazdasága a turizmusra épül. 
A város lakossága kb. 85 000 fő. Elsősorban a helyi és az európai turisták üdülőhelye. Sok skandináv nyugdíjas vásárolt itt nyaralót vagy ingatlant.

## Éghajlat
| Hónap | Jan. | Feb. | Már. | Ápr. | Máj. | Jún. | Júl. | Aug. | Szep. | Okt. | Nov. | Dec. | Év   |
| --- | ---- | ---- | ---- | ---- | ---- | ---- | ---- | ---- | ----- | ---- | ---- | ---- | ---- |
| Rekord max. hőmérséklet (°C) | 33,4 | 35,1 | 35,6 | 38,3 | 37,7 | 37,5 | 38,7 | 37,8 | 38,0  | 36,4 | 34,0 | 34,5 | 38,7 |
| Átlagos max. hőmérséklet (°C) | 29,9 | 31,3 | 32,4 | 33,6 | 33,6 | 33,4 | 33,1 | 33,0 | 32,4  | 31,0 | 30,3 | 29,5 | 32,0 |
| Átlagos min. hőmérséklet (°C) | 22,2 | 23,3 | 24,6 | 25,8 | 26,0 | 25,9 | 25,5 | 25,5 | 25,0  | 24,6 | 24,0 | 22,5 | 24,6 |
| Rekord min. hőmérséklet (°C) | 16,2 | 18,0 | 17,8 | 22,3 | 22,5 | 22,9 | 22,0 | 22,8 | 22,3  | 20,5 | 18,0 | 14,9 | 14,9 |
| Átl. csapadékmennyiség (mm) | 12   | 15   | 54   | 46   | 109  | 79   | 93   | 71   | 120   | 246  | 101  | 8    | 955  |
| Havi napsütéses órák száma | 267  | 246  | 276  | 240  | 195  | 153  | 118  | 115  | 108   | 146  | 189  | 264  | 2315 |
| Forrás: Thai Meteorological Department , Office of Water Management and Hydrology, Royal Irrigation Department (sun and humidity) |      |      |      |      |      |      |      |      |       |      |      |      |      |

## Látnivalók
- Éjszakai piac
- Khao Takiap (เขา ตะเกียบ) templom, apró chedikkel és szentélyekkel környékezve. Innen nagyszerű kilátással a város tengeröblére, a területen számos makákómajommal.
- A Khao Takiap közelében a Wat Khao Lad-nál egy 20 m magas Buddha-szobor.
- Klai Klangwon nyári királyi palota. Ma is a királyi család használatában van és a nagyközönség számára nem látogatható.

## Rendezvények
- Minden év júniusában dzsessz fesztivál. Világhírű zenészek játszanak együtt Thai zenészekkel.
- Vintage Car Rally minden decemberben veterán és klasszikus autók felvonulása.
- Elefánt-póló világbajnokság.

## Galéria

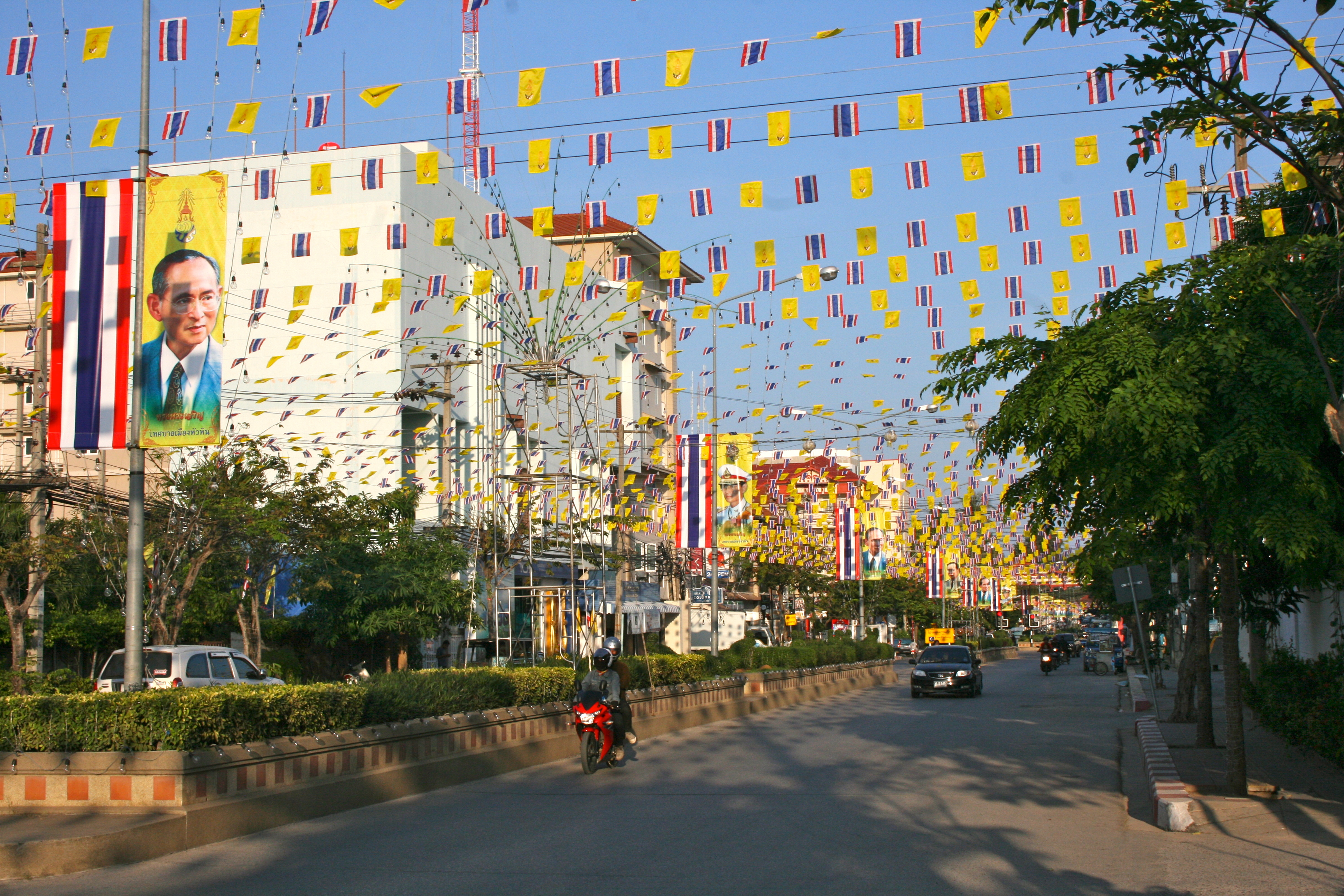
Utcakép (feldíszítve a király születésnapjára)
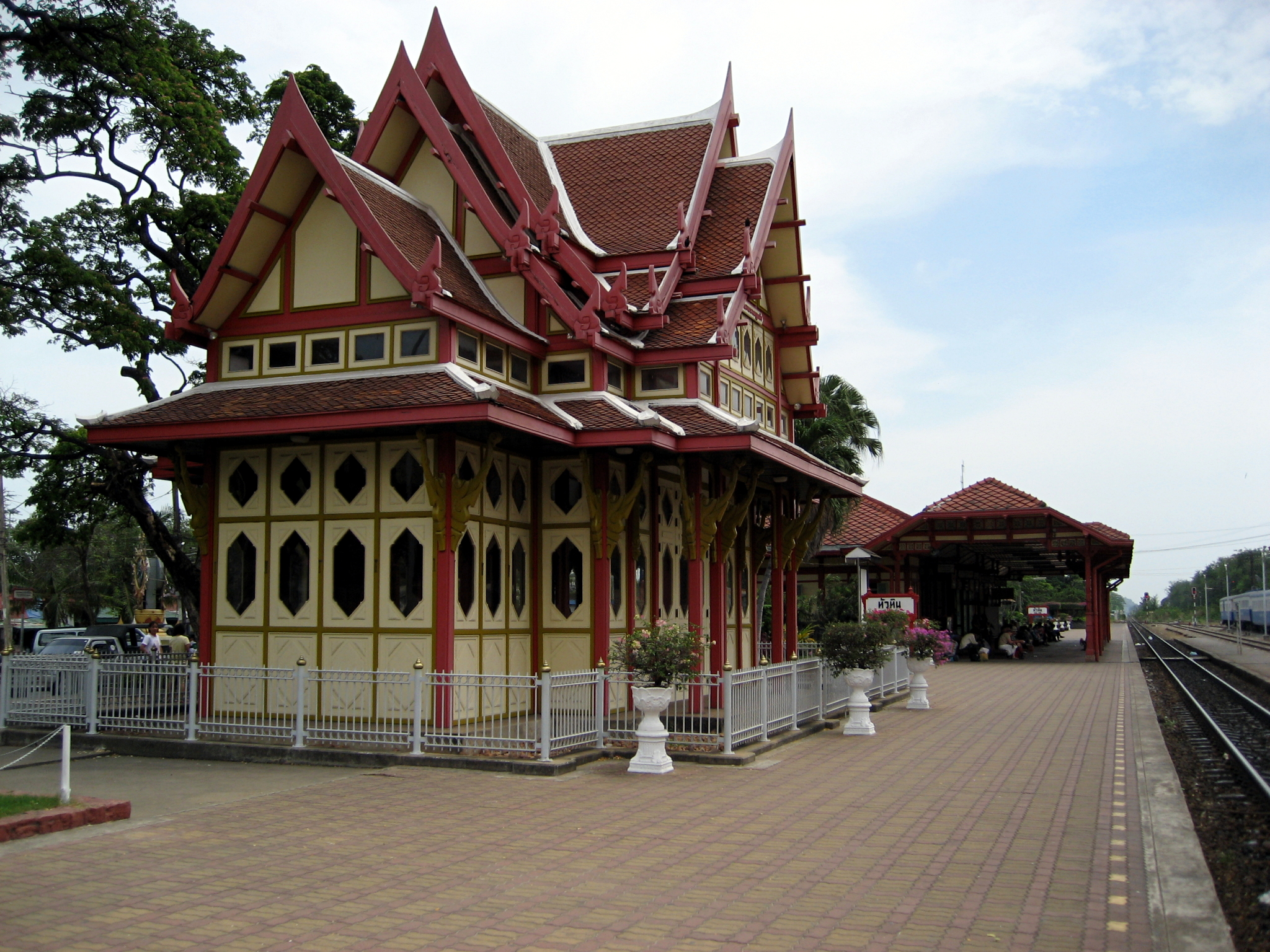
Vasútállomás, előtérben a király számára emelt külön váróterem
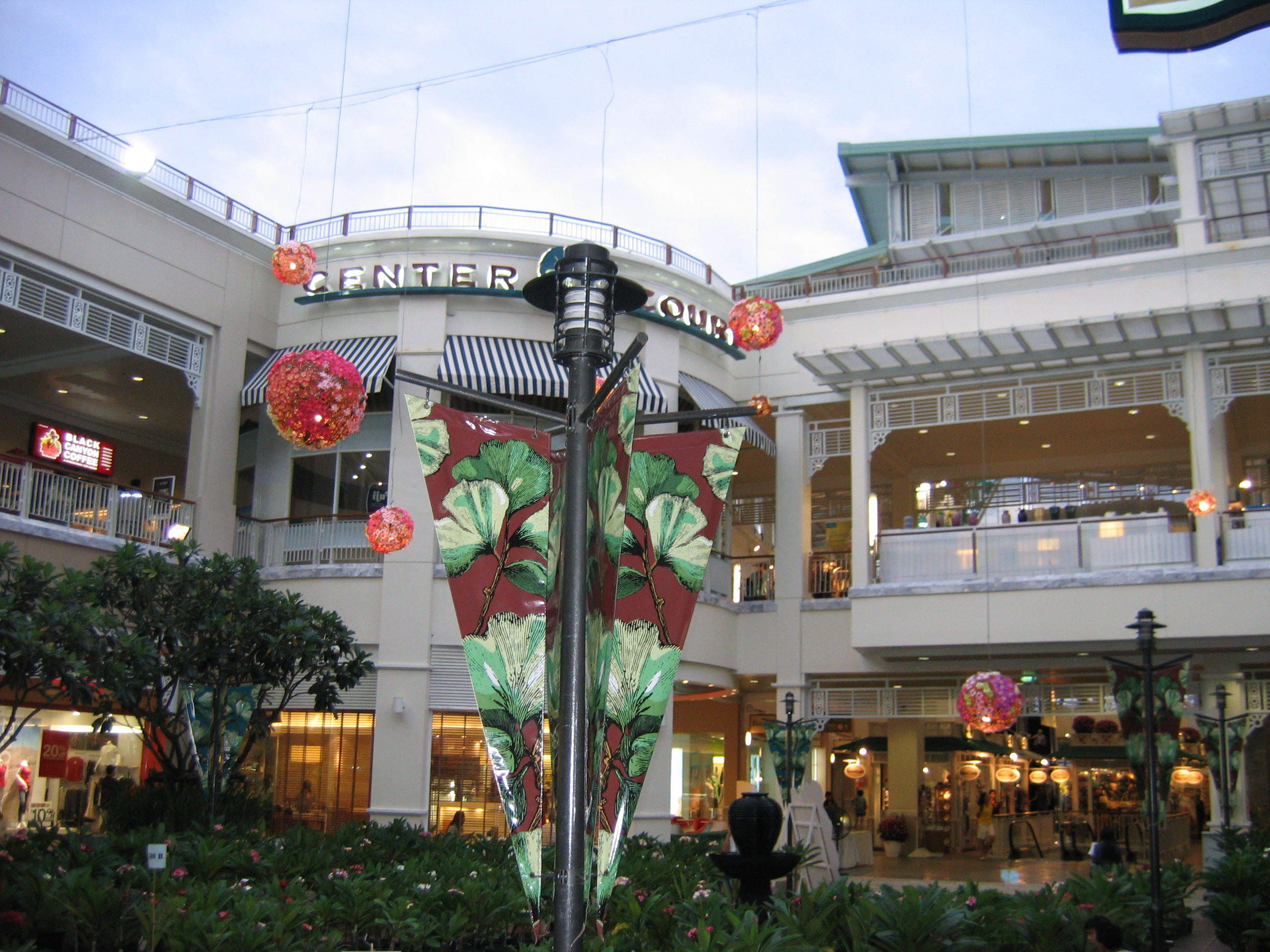
Egy pláza épülete
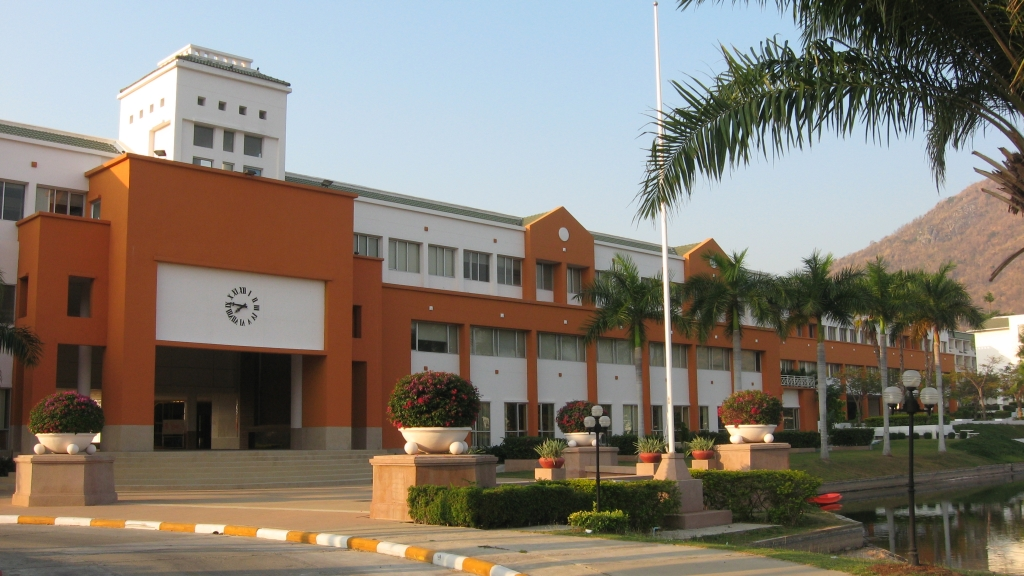
Egyetemi épület
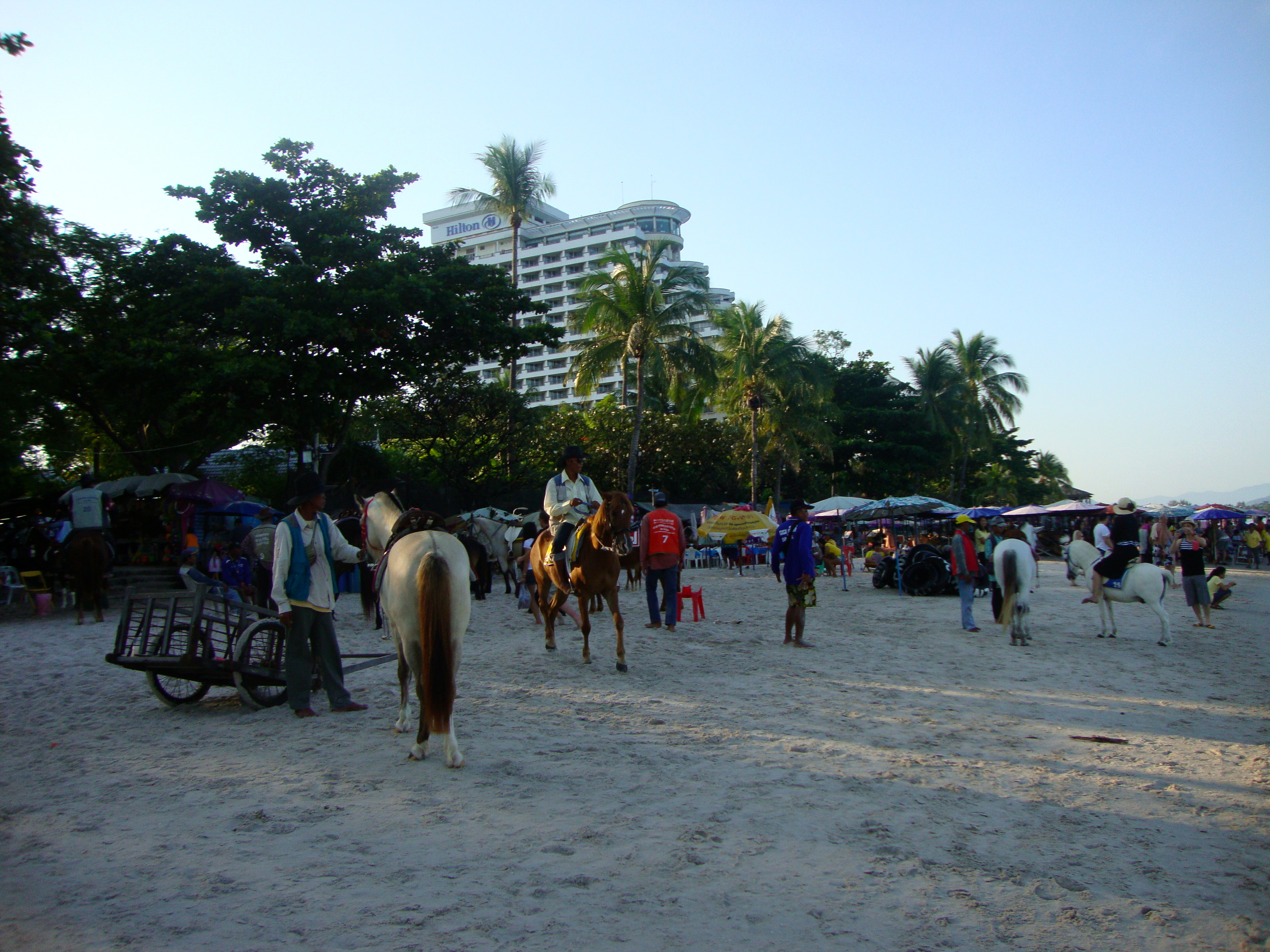
A tengerpart egy képe
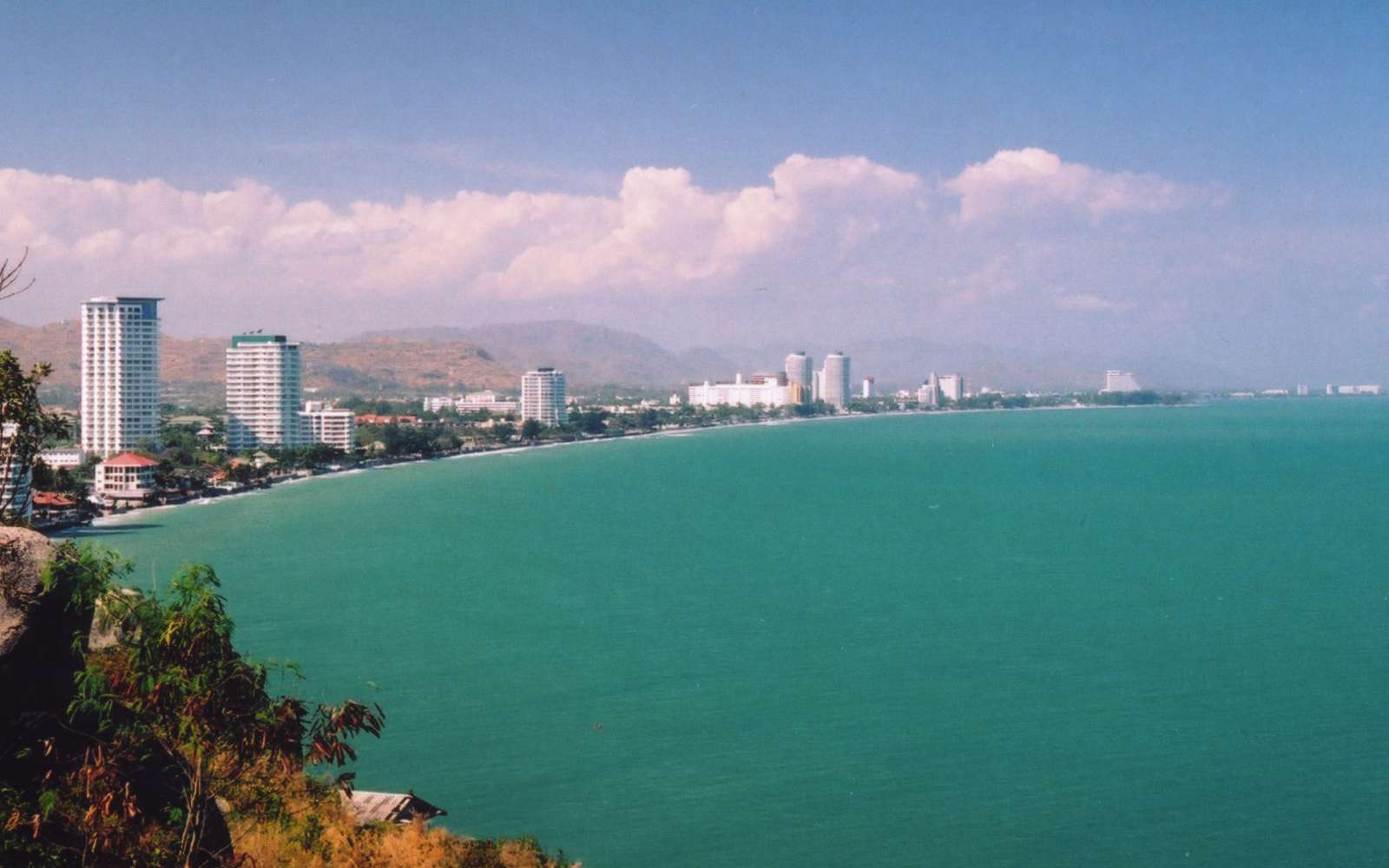
A tengerpart
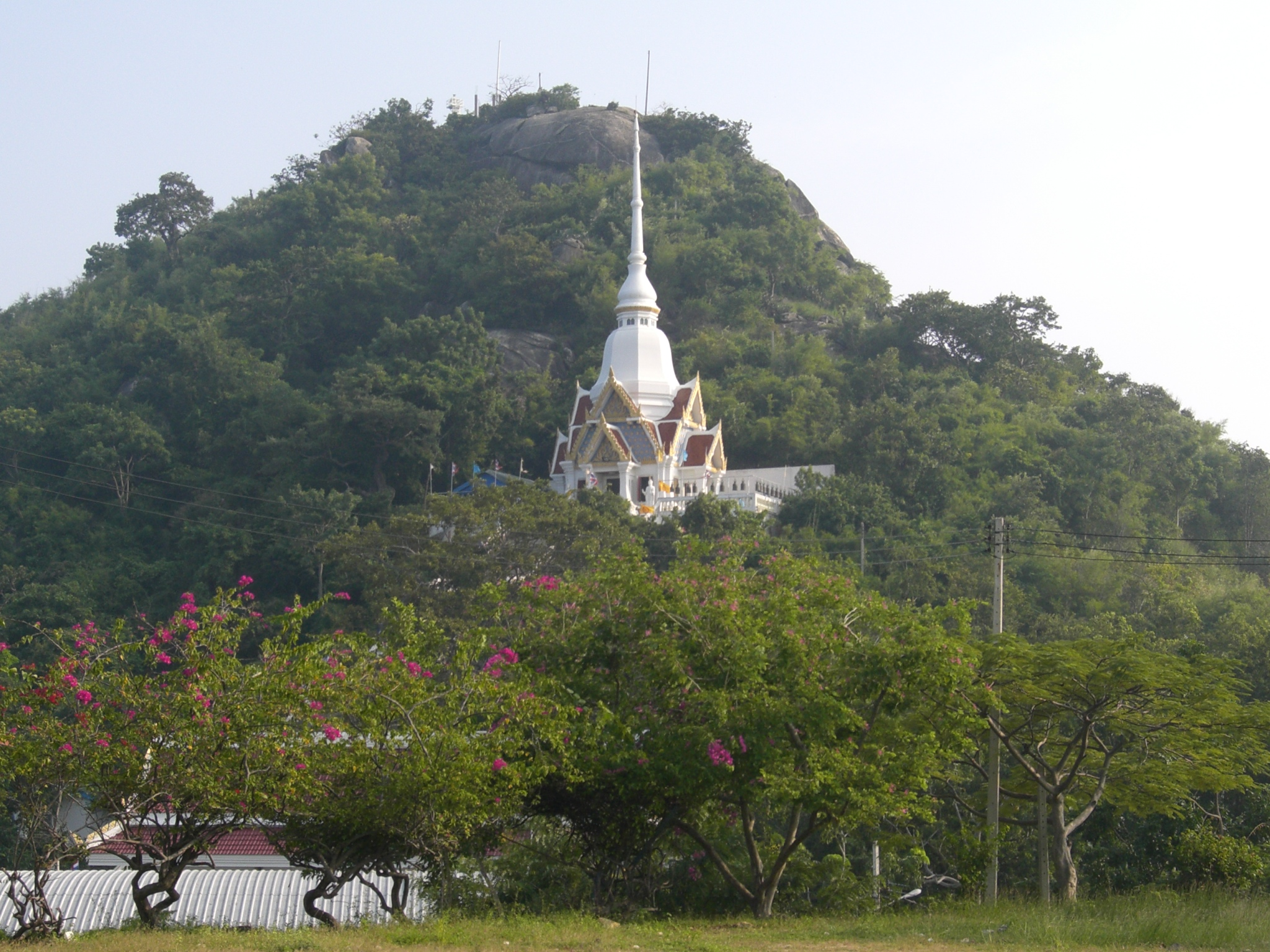
Buddhista szentély (Khao Takiap)
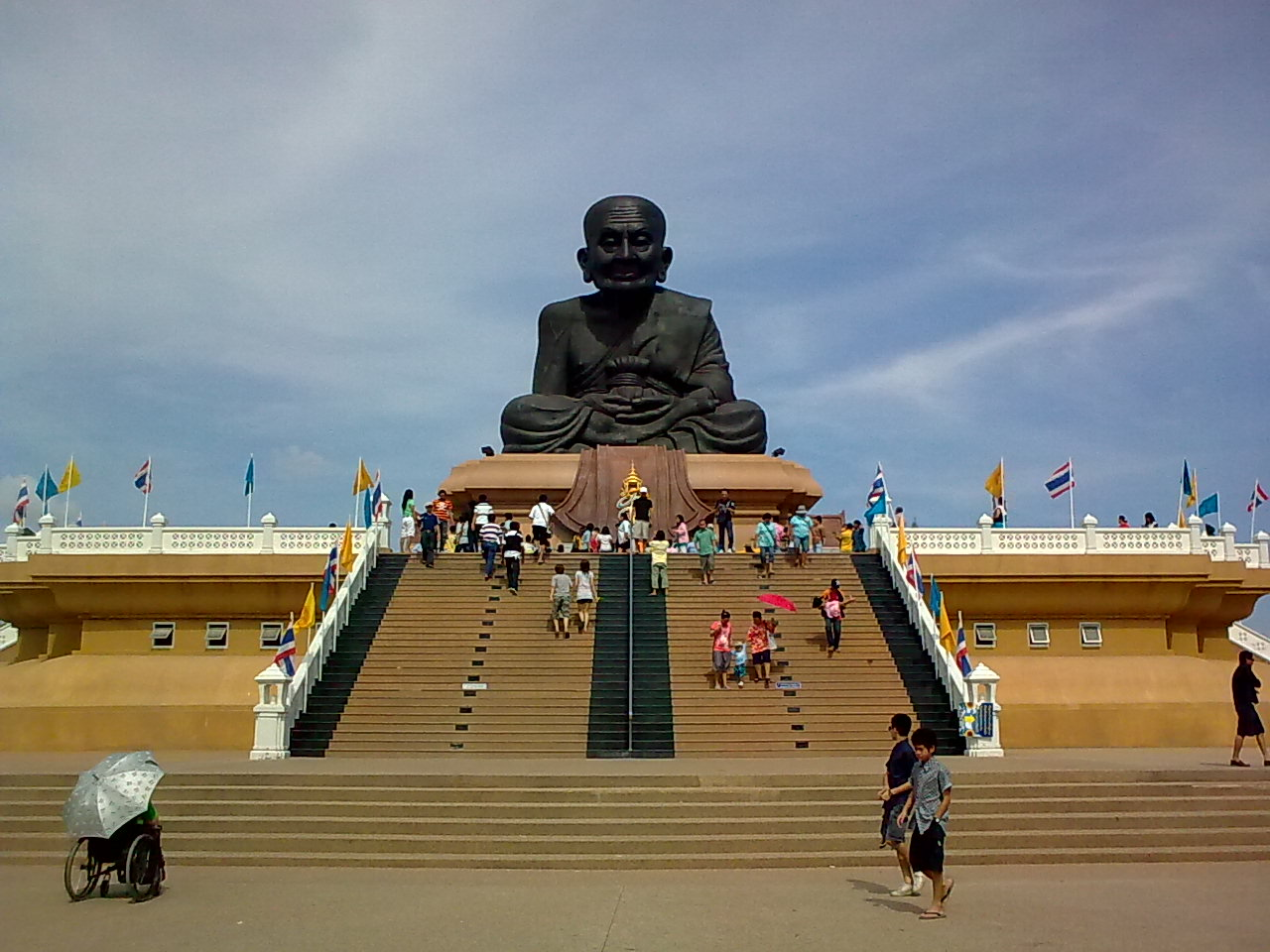
Buddhista szent szobra (Luang Pu Thuat), Wat Huay Mongkol

## Fordítás
- Ez a szócikk részben vagy egészben  a   Hua Hin című német Wikipédia-szócikk fordításán alapul.  Az eredeti cikk szerkesztőit annak laptörténete sorolja fel. Ez a jelzés csupán a megfogalmazás eredetét és a szerzői jogokat jelzi, nem szolgál a cikkben szereplő információk forrásmegjelöléseként.